# Chlorophorus copiosus
Chlorophorus copiosus là một loài bọ cánh cứng trong họ Cerambycidae.